# Municipio de Ruggles
El municipio de Ruggles (en inglés: Ruggles Township) es un municipio ubicado en el condado de Ashland en el estado estadounidense de Ohio. En el año 2010 tenía una población de 905 habitantes y una densidad poblacional de 13,43 personas por km².

## Geografía
El municipio de Ruggles se encuentra ubicado en las coordenadas 41°1′30″N 82°22′53″O / 41.02500, -82.38139. Según la Oficina del Censo de los Estados Unidos, el municipio tiene una superficie total de 67.37 km², de la cual 66,85 km² corresponden a tierra firme y (0,77 %) 0,52 km² es agua.

## Demografía
Según el censo de 2010, había 905 personas residiendo en el municipio de Ruggles. La densidad de población era de 13,43 hab./km². De los 905 habitantes, el municipio de Ruggles estaba compuesto por el 97,79 % blancos, el 0,33 % eran amerindios, el 0,11 % eran asiáticos, el 0,44 % eran de otras razas y el 1,33 % eran de una mezcla de razas. Del total de la población el 0,66 % eran hispanos o latinos de cualquier raza.